# Птолемеївська мова
Птолемеївська мова — мова жителів Стародавнього Єгипту, одна зі стадій єгипетської мови. Основне поширення - періоди елліністичного, римського та візантійського Єгипту (бл. IV століття до н. е. - V століття н. е.). У російській єгиптології термін запропонований вченим Ю. Я. Перепілкіним:1.

## Періодизація
Птолемеївська мова виникла в IV столітті до н. е., являючи собою еволюцію демотичної мови як нова спроба поєднати єгипетську мову з грецькою писемністю. Птолеміївська мова була витіснена коптською у V столітті н. е.